# Верхнекибякозинское сельское поселение
Верхнекибякозинское се́льское поселе́ние — муниципальное образование в Тюлячинском районе Татарстана Российской Федерации.
село Верхние Кибя-Кози.Котрое раньше относилось к селу Максабаш 
Административный центр — село Верхние Кибя-Кози.

## История
Статус и границы сельского поселения установлены Законом Республики Татарстан от 31 января 2005 года № 43-ЗРТ «Об установлении границ территорий и статусе муниципального образования "Тюлячинский муниципальный район" и муниципальных образований в его составе».

## Население
| 2010 | 2011 | 2012 | 2013 | 2014 | 2015 | 2016 |
| ---- | ---- | ---- | ---- | ---- | ---- | ---- |
| 832  | →832 | ↘817 | ↘797 | ↘795 | ↘781 | ↘773 |
| 2017 | 2018 |      |      |      |      |      |
| ↘762 | ↘753 |      |      |      |      |      |

## Состав сельского поселения
| № | Населённый пункт  | Тип населённого пункта       | Население |
| - | ----------------- | ---------------------------- | --------- |
| 1 | Верхние Кибя-Кози | село, административный центр |           |
| 2 | Максабаш          | село                         |           |
| 3 | Трюк-Тямти        | село                         |           |